# Masaaki Kobayashi
Masaaki Kobayashi (jap. 小林正暢 Kobayashi Masaaki; ur. 13 września 1980) – japoński łyżwiarz szybki, brązowy medalista mistrzostw świata.

## Kariera
Największy sukces w karierze Masaaki Kobayashi osiągnął w 2004 roku, kiedy zdobył brązowy medal w biegu na 1000 m podczas dystansowych mistrzostw świata w Seulu. W zawodach tych wyprzedzili go jedynie Erben Wennemars z Holandii oraz Kanadyjczyk Jeremy Wotherspoon. Był to jedyny medal wywalczony przez niego na międzynarodowej imprezie tej rangi. Na tych samych mistrzostwach Kobayashi był też czwarty w biegu na 500 m, przegrywając walkę o medal z Michaelem Irelandem z Kanady. Czwarty był również na rozgrywanych rok później sprinterskich mistrzostwach świata w Salt Lake City, gdzie w walce o podium lepszy był Joey Cheek z USA. Pięciokrotnie stawał na podium zawodów Pucharu Świata, odnosząc przy tym jedno zwycięstwo: 15 lutego 2004 roku w Collalbo wygrał bieg na 500 m. Najlepsze wyniki w zawodach tego cyklu osiągał w sezonach 2003/2004 i 2004/2005, kiedy był szósty w klasyfikacji końcowej odpowiednio 500 i 1000 m. Nigdy nie wystąpił na igrzyskach olimpijskich. W 2007 roku zakończył karierę.